# Wiktor Zacharow
Wiktor Serhijowycz Zacharow (ukr. Віктор Сергійович Захаров; ur. 8 stycznia 1994 w Kijowie) – ukraiński hokeista, reprezentant Ukrainy.

## Kariera
- Sokił Kijów (2011-2012)
- Donbas 2 Donieck (2012-2013)
- Donbas Donieck (2013-2014)
  -  Mołoda Hwardija Donieck (2013-2014)
- Bejbarys Atyrau (2014-2015)
- Jertys Pawłodar (2015)
- Donbas Donieck (2015-)
- Lehion Kałusz (2022-)

Wychowanek Sokiłu Kijów. W jego barwach grał do 2012 w lidze ukraińskiej. W KHL Junior Draft w 2012 został wybrany przez CSKA Moskwa (runda 5, numer 142). Od 2012 do 2014 był zawodnikiem Donbasu Donieck. W pierwszym sezonie w barwach rezerw tego klubu występował w nowych rozgrywkach na Ukrainie, Profesionalna Chokejna Liha, zdobywając złoty medal. W drugim sezonie wraz z pierwszym zespołem grał w rosyjskiej lidze KHL, zaś równolegle z drużyną juniorską w rosyjskich rozgrywkach MHL. Od 2014 zawodnik Bejbarysu Atyrau w lidze kazachskiej (wraz z nim jego rodak Ołeksandr Pobiedonoscew). Od lutego 2015 zawodnik Jertysu Pawłodar w tej samej lidze (wraz z nim także O. Pobiedonoscew). Od lipca 2015 ponownie zawodnik Donbasu. Przed sezonem 2022/2023 został zawodnikiem Lehionu Kałusz. 
W barwach juniorskich reprezentacji Ukrainy uczestniczył w turniejach mistrzostw świata juniorów do lat 18 w 2011 (Dywizja II), 2012 (Dywizja IB), mistrzostw świata juniorów do lat 20 w 2012 (Dywizja IIA), 2013, 2014 (oba Dywizja IB; w 2014 był kapitanem zespołu). W kadrze seniorskiej uczestniczył w turniejach mistrzostw świata w 2013, 2014, 2015, 2016, 2018, 2024, 2025 (Dywizja I). W grudniu 2015 selekcjoner reprezentacji Ołeksandr Sawycki mianował Zacharowa kapitanem kadry seniorskiej.

## Sukcesy
Reprezentacyjne
- Awans do MŚ do lat 18 Dywizji I Grupy B: 2011
- Awans do MŚ do lat 20 Dywizji I Grupy B: 2012
- Awans do MŚ Dywizji I Grupy A: 2013, 2016, 2024

Klubowe
- Srebrny medal mistrzostw Ukrainy: 2012 z Sokiłem Kijów, 2020 z Donbasem Donieck
- Złoty medal mistrzostw Ukrainy: 2013 z Donbasem 2 Donieck, 2016, 2017, 2018, 2019, 2021 z Donbasem Donieck
- Złoty medal mistrzostw Kazachstanu: 2015 z Jertysem Pawłodar

Indywidualne
- Mistrzostwa świata do lat 18 w hokeju na lodzie mężczyzn 2011/II Dywizja#Grupa B:
  - Drugie miejsce w klasyfikacji asystentów turnieju: 9 asyst[5]
  - Szóste miejsce w klasyfikacji kanadyjskiej turnieju: 12 punktów[6]
  - Pierwsze miejsce w klasyfikacji wygrywanych wznowień w turnieju: 81,03%[7]
  - Drugie miejsce w klasyfikacji +/- turnieju: +14[8]
- Mistrzostwa świata do lat 18 w hokeju na lodzie mężczyzn 2012/I Dywizja#Grupa B:
  - Piąte miejsce w klasyfikacji strzelców turnieju: 4 gole[9]
  - Ósme miejsce w klasyfikacji kanadyjskiej turnieju: 6 punktów[10]
- Mistrzostwa Świata Juniorów w Hokeju na Lodzie 2012/Dywizja II#Grupa A:
  - Pierwsze miejsce w klasyfikacji strzelców turnieju: 7 goli[11]
  - Drugie miejsce w klasyfikacji asystentów turnieju: 9 asyst[5]
  - Pierwsze miejsce w klasyfikacji kanadyjskiej turnieju: 9 punktów[12]
  - Najlepszy zawodnik reprezentacji na turnieju[13]
  - Najlepszy napastnik turnieju[14]
- Mistrzostwa Świata Juniorów w Hokeju na Lodzie 2013/I Dywizja#Grupa B:
  - Pierwsze miejsce w klasyfikacji wygrywanych wznowień w turnieju: 68,69%[15]
- Mistrzostwa Ukrainy w hokeju na lodzie (2015/2016):
  - Trzecie miejsce w klasyfikacji strzelców w sezonie zasadniczym: 49 goli[16]
  - Czwarte miejsce w klasyfikacji kanadyjskiej w sezonie zasadniczym: 94 punkty[17]
  - Pierwsze miejsce w klasyfikacji strzelców w fazie play-off: 4 gole[18]
  - Pierwsze miejsce w klasyfikacji kanadyjskiej w fazie play-off: 7 punktów[19]
- Ukraińska Hokejowa Liga (2017/2018):
  - Pierwsze miejsce w klasyfikacji strzelców w fazie play-off: 7 goli[20]
  - Czwarte miejsce w klasyfikacji asystentów w fazie play-off: 6 asyst[21]
  - Drugie miejsce w klasyfikacji kanadyjskiej w fazie play-off: 13 punktów[21]
  - Drugie miejsce w klasyfikacji +/- w fazie play-off: +10[22]
- Ukraińska Hokejowa Liga (2018/2019):
  - Najlepszy zawodnik miesiąca – luty 2019[23]
  - Trzecie miejsce w klasyfikacji asystentów w sezonie zasadniczym: 30 asyst[24]
  - Pierwsze miejsce w klasyfikacji strzelców w fazie play-off: 6 goli[25]
  - Pierwsze miejsce w klasyfikacji asystentów w fazie play-off: 10 asyst[26]
  - Pierwsze miejsce w klasyfikacji kanadyjskiej w fazie play-off: 16 punktów[27]
  - Najlepszy napastnik sezonu[28]
  - Najbardziej wartościowy zawodnik (MVP) w fazie play-off[29]
- Mistrzostwa Ukrainy w hokeju na lodzie (2023/2024):
  - Najlepszy zawodnik w fazie play-off[30]
- Mistrzostwa Ukrainy w hokeju na lodzie (2024/2025):
  - Najlepszy zawodnik w sezonie zasadniczym[31]
- Mistrzostwa Świata w Hokeju na Lodzie 2025 (I Dywizja)#Grupa A:
  - Pierwsze miejsce w klasyfikacji strzelców turnieju: 6 goli[32]
  - Drugie miejsce w klasyfikacji kanadyjskiej turnieju: 8 punktów[33]
  - Pierwsze miejsce w klasyfikacji +/- turnieju: +8[34]